# Cmentarz ewangelicki w Bukowcu
Cmentarz ewangelicki w Bukowcu – znajduje się na zalesionym wzniesieniu na zachód od wsi.
Data jego powstania pozostaje nieznana można jednak przyjąć, że powstał krótko po założeniu osady. Do naszych czasów zachowało się kilkanaście nagrobków. W przybliżeniu cmentarz zajmuje obszar prostokąta o wymiarach 50 na 100 m. Dewastacja cmentarza na większą skalę zaczęła się najwcześniej w 2 poł. lat 70. XX w. Otto Heike był w Bukowcu w 1974 roku i w swojej książce wydanej w 1979 roku 150 Jahre Schwabensiedlungen in Polen 1795-1945 stwierdza, że cmentarz jest nienaruszony, ogrodzenie całe, groby niezniszczone. Akcję porządkowania cmentarz podjęto w 2009 roku. Zachowało się na nim kilkadziesiąt różnych obiektów: pomniki nagrobne, fragmenty pomników, groby obramowane betonowym „opaskami” z niemieckojęzycznymi inskrypcjami, duży drewniany krzyż (prawdopodobnie współczesny) oraz studnia (cembrowina do poziomu gruntu).